# Catarhoe fumaria
Catarhoe fumaria là một loài bướm đêm trong họ Geometridae.